# Vörösszélű medvelepke
A vörösszélű medvelepke (Diacrisia sannio) a rovarok (Insecta) osztályának lepkék (Lepidoptera) rendjébe, ezen belül a medvelepkefélék (Arctiidae) családjába tartozó faj.
A Diacrisia lepkenem típusfaja.

## Előfordulása
A vörösszélű medvelepke Európában széles körben, egészen a 68. szélességi körig előfordul, de mindig csak szigetszerű foltokban. Írországtól egészen Kelet-Szibériáig megtalálható. Észak-Afrikában is van állománya. Korábbi nagyobb kiterjedésű előfordulásai az emberi beavatkozás következtében szakadoztak szét. Részállományai ma már nem is keverednek egymással, előfordulási helyei elszigetelődnek. Olyan nem szívesen repülő faj, mint a vörösszélű medvelepke esetében ez a körülmény problémákat okozhat. Korábban a mainál tömegesebben fordult elő.

♂
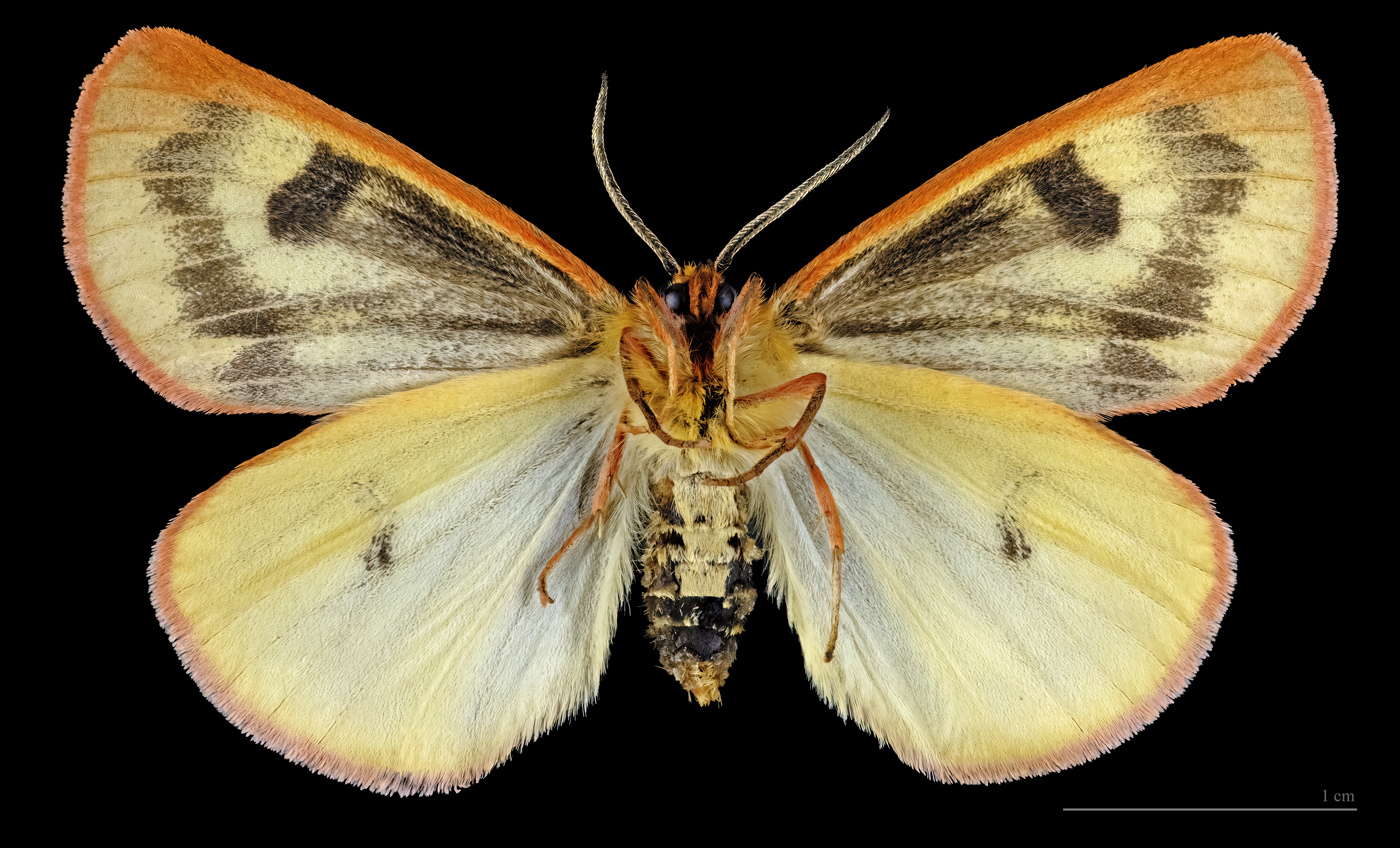
♂ △

## Alfajai
- Diacrisia sannio armeniaca Dubatolov, 2007
- Diacrisia sannio caucasica Schaposchnikoff, 1904
- Diacrisia sannio mortua (Staudinger, 1887)
- Diacrisia sannio sannio (Linnaeus, 1758)
- Diacrisia sannio uniformis A.Bang-Haas, 1907

## Megjelenése
A vörösszélű medvelepke elülső szárnya 1,8–2,5 centiméter hosszú. A nagyobb testű hím felül sárga színű, mind a négy szárnyán egy vöröses vagy feketés középfolt látható. A hátulsó szárnyak világos okkerszínűek, barna szegéllyel és szürkés befuttatásúak. A nőstény lényegesen kisebb és tarkább rajzolatú. Elülső szárnya narancsszínű, vörös ponttal. Hátulsó szárnya csaknem fekete, vörös szegélymezők díszítik.

## Életmódja
A vörösszélű medvelepke láprétek, láp- és ligeterdők, fűvel benőtt, nyirkos vágások lakója. 2400 méteres tengerszint feletti magasságig megtalálható.